# Anolis laevis
Anolis laevis este o specie de șopârle din genul Anolis, familia Polychrotidae, descrisă de Cope 1876. Conform Catalogue of Life specia Anolis laevis nu are subspecii cunoscute.